# Kristiina Poska
Kristiina Poska (Türi, 12 juli 1978) is een dirigent uit Estland. Sinds seizoen 2019-2020 is ze chef-dirigent bij het Symfonieorkest Vlaanderen. Ze is de eerste vrouw om deze positie te bekleden. 

## Biografie
Poska begon piano te spelen toen ze acht jaar oud was. Toen ze als jong meisje een repetitie bijwoonde van de Zevende Symfonie van Beethoven, door het Nationaal Symfonieorkest van Estland, veranderde dat haar leven. Vanaf toen wilde ze "in dat geluid leven". Ze studeerde piano aan de muziekacademie van Türi, waar ze in 1994 afstudeerde. Daarna ging ze naar het Georg Ots Tallinn Music College, waar ze van 1994 tot 1998 koordirectie studeerde. In 2002 vervolgde ze die studie aan de Estische Muziek- en Theateracademie. Daarna verhuisde ze naar Berlijn, waar ze studeerde aan de Universiteit voor de Kunsten. Daar kreeg ze les van Kai-Uwe Jirka en Jörg-Peter Weigle. Van 2004 tot 2009 studeerde ze orkestdirectie aan de Hochschule für Musik "Hanns Eisler", bij Christian Ewald. In het voorjaar van 2008 ontving ze een beurs van Dirigentenforums beim Deutschen Musikrat. In dat kader kreeg ze lessen dirigeren van Peter Gülke, Reinhard Goebel en Eri Klas.
In 1998 richtte Poska het Estse koor Nimeta op. Van 2006 tot 2011 dirigeerde ze het symfonieorkest Cappella Academica van de Humboldt Universiteit in Berlijn. In 2010 dirigeerde ze een zeer goed ontvangen opvoering van La Traviata van Giuseppe Verdi in de Komische Oper Berlin, wat haar doorbraak betekende. Daarna dirigeerde ze daar nog verschillende opera's, waaronder La Périchole van Jacques Offenbach, en van 2012 tot 2016 was ze eerste kapelmeester van de Komische Oper.
Poska leidde orkesten zoals het Tonhalle Orchester Zürich, Camerata Salzburg, WDR Sinfonieorchester, MDR Leipzig Radio Symphony Orchestra, Deutsche Radio Philharmonie Saarbrücken Kaiserslautern, hr-Sinfonieorchester, ORF Radio-Symphonieorchester Wien, Münchner Philharmoniker, Deutsche Kammerphilharmonie Bremen, Orchestra della Svizzera italiana, Orchestre Philharmonique de Strasbourg, Berner Symphonieorchester, Tokyo Symphony Orchestra, Orchestre National de Lyon, English National Opera, Staatskapelle Dresden en Staatsoper Stuttgart. 
In het seizoen 2019-2020 werd ze muziekdirecteur van Theater Basel. Ze was de eerste vrouwelijke dirigent die deze functie bekleedde. Bij het Symfonieorkest Vlaanderen werd ze de eerste vrouwelijke chef-dirigent. Bij aanvang van het seizoen 2019-2020 volgde ze daar Jan Latham-Koenig op. Bij haar aanstelling verklaarde ze te houden van de "unieke atmosfeer van de historische concertzaal De Bijloke", de thuisbasis van de symfonie. Ze zei dat het orkest "een sterk bewustzijn van het verleden combineert met een flexibele en nieuwsgierige blik naar de toekomst, maar steeds het mysterie van het moment koesterend." In mei 2021 werd ze ook de eerste vrouwelijke vaste gastdirigent van het Lets Nationaal Symfonieorkest.
Met Symfonieorkest Vlaanderen nam ze begin 2021 een cd op met werk van Beethoven. Complete Symphonies Vol. 1 Nos. 1 & 7 is het eerste deel van een serie opnames van alle symfonieën van de componist. Radiozender Klara vond de cd "indrukwekkend": "Het orkest speelt voor Poska met een geweldige inzet, concentratie en toewijding." Zelf vindt Poska de muziek van Beethoven van uiterst belang in de onzekere tijden door de coronapandemie: "We hebben hem nodig om te overleven, op mentaal en emotioneel vlak. Hij confronteert ons met de wereld om ons heen, maar ook met onszelf. Beethovens grootste prioriteiten waren vrijheid en mensenrechten. In een jaar waarin deze aspecten van het leven in gevaar zijn, hebben we hem en zijn muziek meer dan ooit nodig."
In 2021 staat ze met Symfonieorkest Vlaanderen en soliste Marie-Ange Nguci in Concertgebouw Brugge, De Bijloke in Gent, deSingel in Antwerpen en Muziekgebouw Eindhoven, met een programma van Johannes Brahms en Jean Sibelius.

## Onderscheidingen
- 2006 - "Orchestra’s Preference Award" op de Dimitris Mitropoulos International Competition for Conducting in Athene.
- 2007 - Eerste prijs op de 5e Dirigentinnenwettbewerbs der Orchesterakademie der Bergischen Symphoniker Remscheid-Solingen.
- 2012 - Derde prijs en publieksprijs op de Nikolai Malko Conducting Competition in Kopenhagen.
- 2013 - "Erster Preis" in de Deutscher Dirigentenpreis, in samenwerking met het Konzerthaus Berlin.[13]